# 무궁화 2호
무궁화 2호 위성(無窮花二號衛星)은 무궁화 1호의 수명단축으로 인한 대신한 위성이었다. 화상회의, 위성중계등 첨단방송서비스를 수행하였다. 현재는 홍콩의 위성운영회사인 ABS에 임대중이며 ABS-1호기로 운영되고 있다.